# Larnakas tis Lapithou
Larnakas tis Lapithou (in greco Λάρνακας της Λαπήθου?; in turco: Kozan) è un villaggio di Cipro, vicino alla città di Lapithos. Esso appartiene de facto a Cipro del Nord e, de iure, alla Repubblica di Cipro. È compreso de facto nel distretto di Girne (Cipro del Nord) e, de iure, nel distretto di Kyrenia (Cipro). Il villaggio sino al 1974 è sempre stato a predominanza greco cipriota.
Nel 2011 aveva 375 abitanti.

## Geografia fisica
Il villaggio si trova sulle pendici meridionali della parte occidentale della catena montuosa di Kyrenia, a soli cinque chilometri a est di Myrtou/Çamlıbel e a un chilometro e mezzo a ovest del villaggio di Agridaki/Alemdağ.

## Origini del nome
Larnakas tis Lapithou significa "Larnaca di Lapithos" in greco. Questo per distinguere il nome del villaggio dalla città costiera di Larnaca e perché si trova immediatamente a sud di Lapithos, sul versante meridionale della catena montuosa del Pentadaktylos. Dopo il 1974, I turco-ciprioti hanno cambiato il nome del villaggio in Kozan köy. Kozan è il nome di una città nella provincia di Adana, nel sud della Turchia. Non è chiaro perché i turco-ciprioti abbiano adottato questo nome.

## Monumenti e luoghi d'interesse

### Siti archeologici
Nel XIX secolo vicino al villaggio fu trovata un'iscrizione bilingue greco-fenicia del tardo IV secolo a.C. dedicata ad Anat/Atena.

## Società

### Evoluzione demografica
Fino al 1911, Larnakas tis Lapithou aveva una minoranza musulmana. Si dice che i musulmani si siano trasferiti nella vicina Kampyli. Nel 1973, Larnakas tis Lapithou aveva una popolazione stimata di 873 persone, composta interamente da greco-ciprioti. Nel 1974 tutti furono sfollati a Cipro del sud. Oggi Larnakas è abitata da turco-ciprioti sfollati da otto villaggi del distretto di Paphos, e cioè Akoursos/Akarsu, Melandra/Beşiktepe, Lapithiou/Bozalan, Tera/Çakırlar, Evretou/Dereboyu, Trimithousa di Chrysochou/Uzunmeşe, Kritou terra/Girittera, Loukronou/Olukönü. Secondo il censimento del 2006, la popolazione del villaggio era di 464 abitanti.